# (6534) 1995 DT1
(6534) 1995 DT1 là một tiểu hành tinh vành đai chính. Nó được phát hiện bởi Timothy B. Spahr thông qua Catalina Sky Survey ngày 24 tháng 2 năm 1995.